# HD 172631
HD 172631，又名BD+30 3262，SAO 67226、HR 7016，是一颗恒星，视星等为6.36，位于銀經59.93，銀緯15.77，其B1900.0坐标为赤經18h 36m 13.2s，赤緯+30° 15.77′ 23″。